# Cernești (okręg Marmarosz)
Cernești – wieś w Rumunii, w okręgu Marmarosz, w gminie Cernești. W 2011 roku liczyła 803 mieszkańców.